# Ariadna levii
Ariadna levii là một loài nhện trong họ Segestriidae.
Loài này thuộc chi Ariadna. Ariadna levii được Cristian J. Grismado miêu tả năm 2008.